# Hotline Miami 2: Wrong Number
Hotline Miami 2: Wrong Number är ett top-down actionspel utvecklat av Dennaton Games och utgivet av Devolver Digital. Spelet är en uppföljare till Hotline Miami och utspelar sig före och efter händelserna i det föregående spelet, och som fokuserar på efterdyningarna av att den tidigare huvudpersonen Jacket tog död på den ryska maffian på order av mystiska meddelanden på sin telefon.

## Om spelet
Spelet är totalförbjudet i Australien, främst på grund av en scen som framställer en simulerad våldtäkt. Som svar på detta, så har Jonatan Söderström gett alla som blivit förhindrade att köpa spelet, sin tillåtelse att piratkopiera det.